# Ga Lạng Sơn
Ga Lạng Sơn là một nhà ga xe lửa tại phường Đông Kinh, tỉnh Lạng Sơn. Nhà ga là một điểm của đường sắt Hà Nội - Đồng Đăng và nối với ga Yên Trạch với ga Đồng Đăng.